# Poblenou

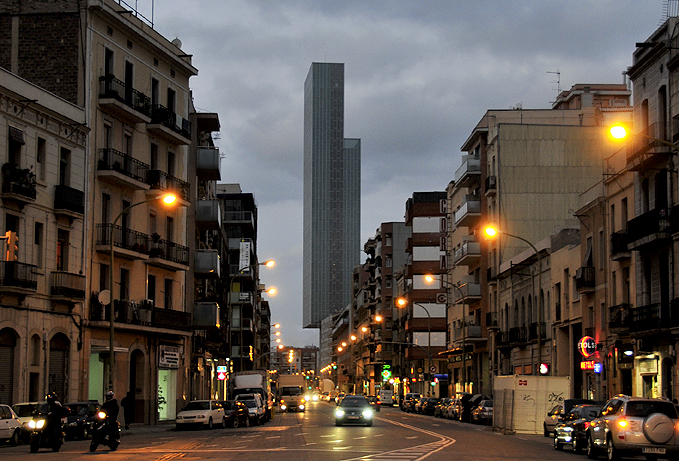
Carrer Pere IV, Poblenou

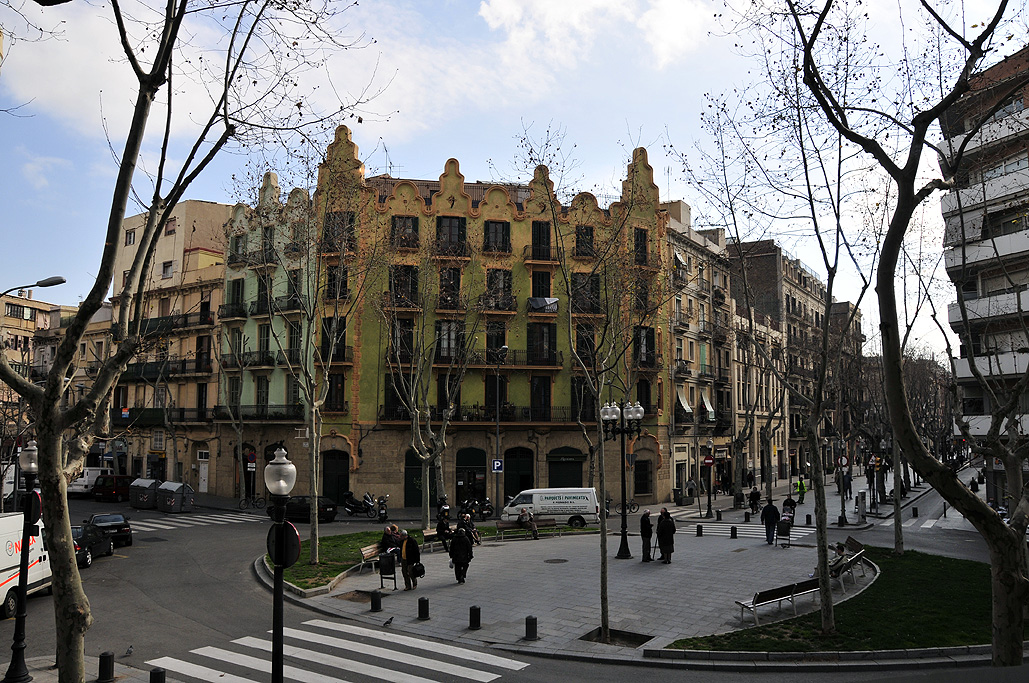
Modernistyczne budownictwo Poblenou

Poblenou (hiszp. Pueblo Nuevo; pol Nowa Wieś) – dawna dzielnica przemysłowa Barcelony położona w bezpośrednim sąsiedztwie Morza Śródziemnego, w dzielnicy Eixample, w przeszłości niezależne miasteczko. Została w dużej mierze zaprojektowana przez  Ildefonsa Cerdę.

## Historia dzielnicy
W czasie rewolucji przemysłowej w XIX wieku Poblenou należało do ważniejszych ośrodków hiszpańskiego rozwijającego się przemysłu, zyskując sobie miano "katalońskiego Manchesteru". Na terenie miejscowości znajdowały się głównie budynki fabryczne oraz domy mieszkalne robotników. W XX wieku Poblenou, włączona w granice Barcelony, zaczęła podupadać. Zmianę przyniosły igrzyska olimpijskie w 1992, kiedy na terenie dzielnicy zbudowana została część obiektów wioski olimpijskiej, zabudowania Diagonal Mar oraz kompleks Forum. Według obecnych planów urbanistycznych (Plan 22@) Poblenou ma stać się dzielnicą technologii i innowacji. W dawnych budynkach fabrycznych znajdują się dzisiaj lofty, galerie i sklepy, a także szkoły i pracownie artystyczne.

## Ważne budynki
- Torre Agbar
- Forum
- Parc de Diagonal Mar
- Parc Central del Poblenou